# Leminda
Leminda is een geslacht van weekdieren uit de klasse van de Gastropoda (slakken).

## Soorten
- Leminda millecra Griffiths, 1985